# Domo lunar

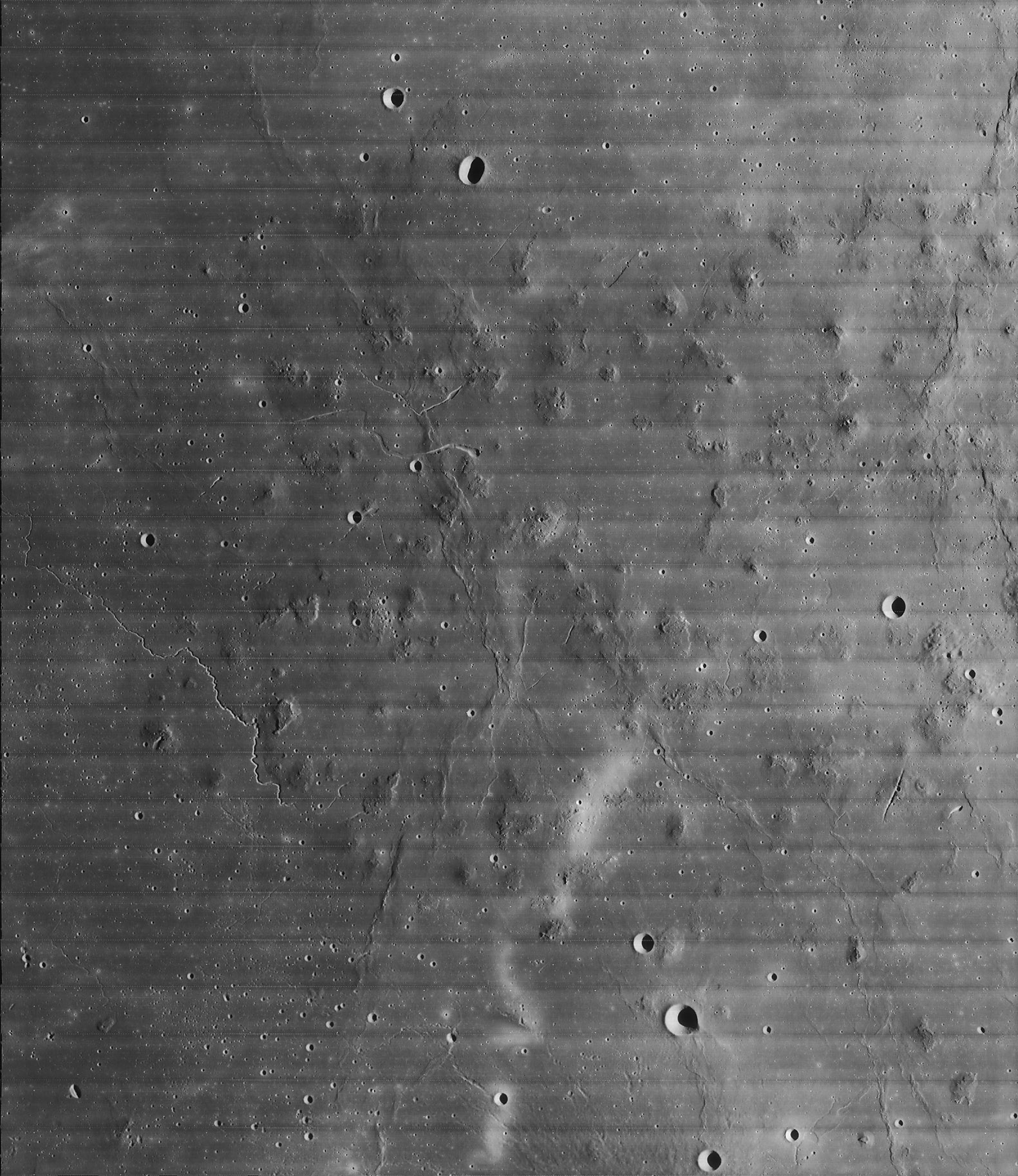
Campo de domos de Marius, con más de 300 formaciones.

Un domo lunar es un área elevada de la superficie de la Luna más o menos circular, de perfil cónico, con una inclinación que normalmente no supera los 5 grados. Suelen tener una extensión por lo general de entre 8 y 12 km de diámetro, pero pueden alcanzar hasta más de 20 km. Su elevación oscila habitualmente entre 100 y 300 m, y en ocasiones pueden tener uno o más cráteres en su cima.

## Origen
Se cree que el origen de los domos es volcánico, tal vez similares a los volcanes en escudo de la Tierra. Los domos podrían formarse cuando la lava que sale por la chimenea es relativamente viscosa y de no muy alta temperatura, esto origina que no se desplace muy lejos del punto de origen y se enfríe rápidamente, formando así una pequeña "colina". Se cree, además, que las erupciones debían tener duraciones relativamente cortas y que debían estar intercaladas con pequeños episodios de erupción de ceniza, para permitir el posterior enfriamiento y apilamiento de capas sucesivas hasta formar el domo. El cráter central que algunos domos presentan en su cima se forma cuando el magma deja de salir y se produce un colapso alrededor de la chimenea, como resultado del enfriamiento y la contracción del tapón de lava que queda en la boca del domo.

## Clasificación

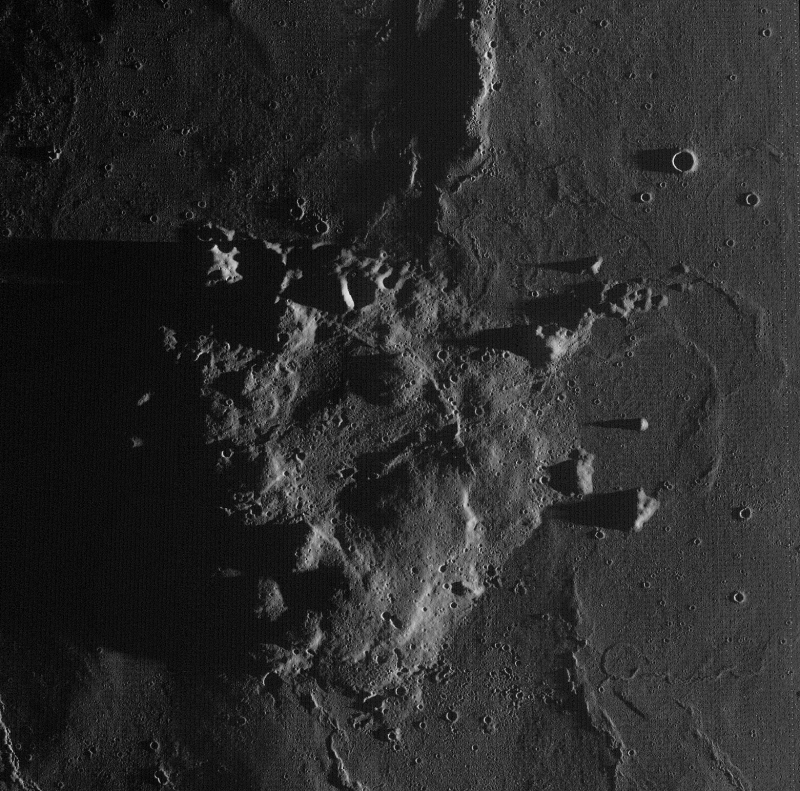
Mons Rümker, concentración de unos 30 domos.

Los domos pueden dividirse en dos grandes grupos, no solo atendiendo a su ubicación sino también a su propia naturaleza:
- Domos de mare, se encuentran en los mares lunares o en el interior de cráteres inundados, que con un número de alrededor de 600 son la inmensa mayoría, siendo los más fáciles de observar. Su coloración es tanto o más oscura que la de los mares. Generalmente se presentan en grupos, que pueden componerse de un par o hasta decenas de domos, pero también hay muchos aislados. Estarían formados principalmente por basaltos.

- Domos de tierras altas, se tienen registrados alrededor de 20, situados en las montañas lunares. La dificultad para distinguirlos se debe a que poseen un brillo superficial mayor que los domos de mare, lo que los confunde con las montañas y con la rugosidad del relieve que los rodea. Se cree que estos domos son muy antiguos, anteriores a la formación de gran parte de los mares (3,9 giga años). Su composición química sería distinta a la de los basaltos de mare.[1][2]

## Domos destacados

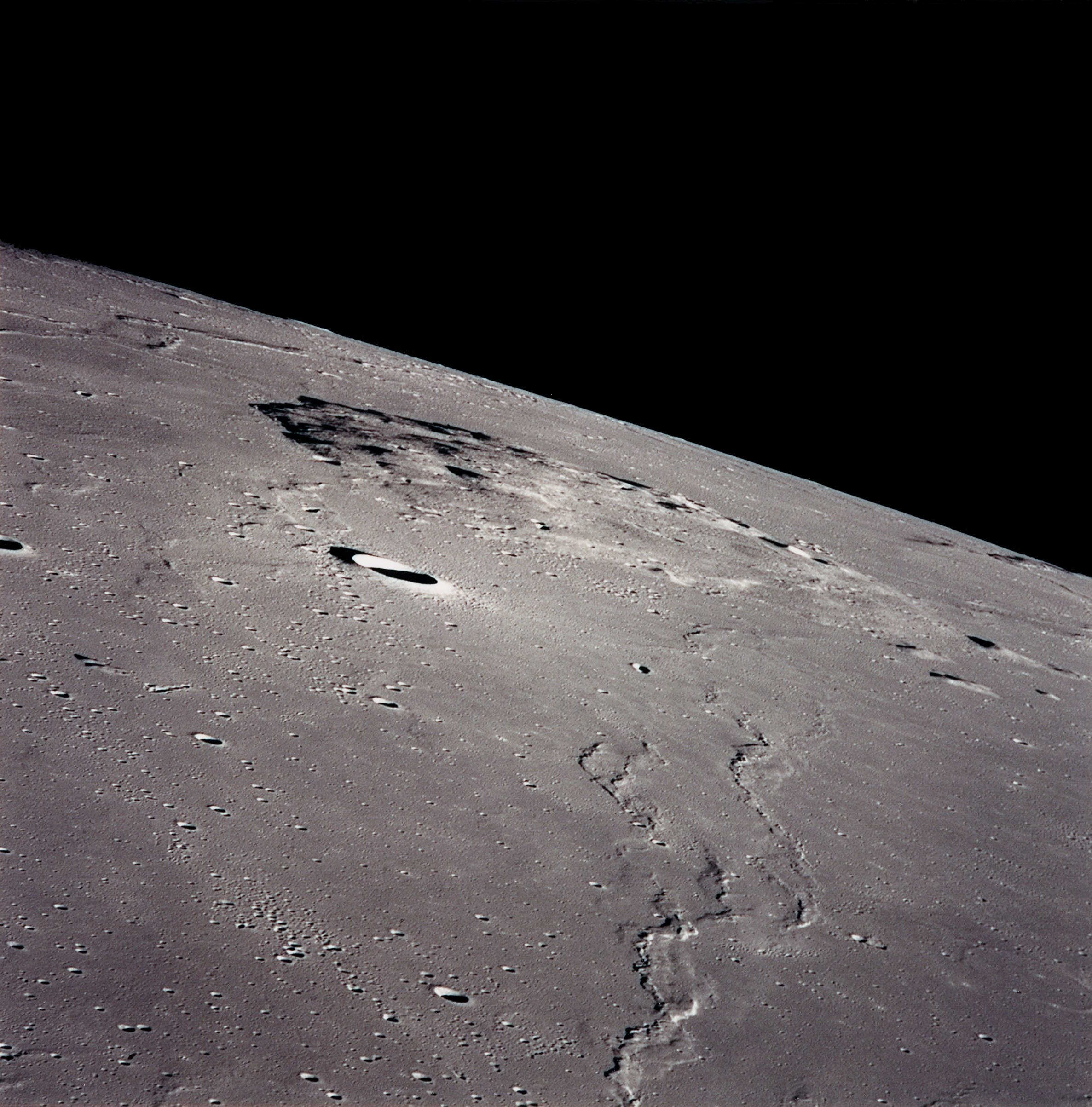
Foto tomada por el apolo 15

La Unión Astronómica Internacional no tiene asignados nombres específicos a los domos, por lo que suelen recibir el nombre del accidente geográfico más cercano.
Entre los numerosos domos localizados se pueden destacar el campo de domos de Marius; Mons Rümker (aglomeración de domos);  Mons Gruithuisen Gamma; los domos de Hortensius y Milichius Pi; Tobias Mayer; Gambart C; Kies Pi; Cauchy Tau y Omega; Beer; Mairan T; Lansberg D; y Arago Alfa y Beta.